# William Blount, IV barón de Mountjoy

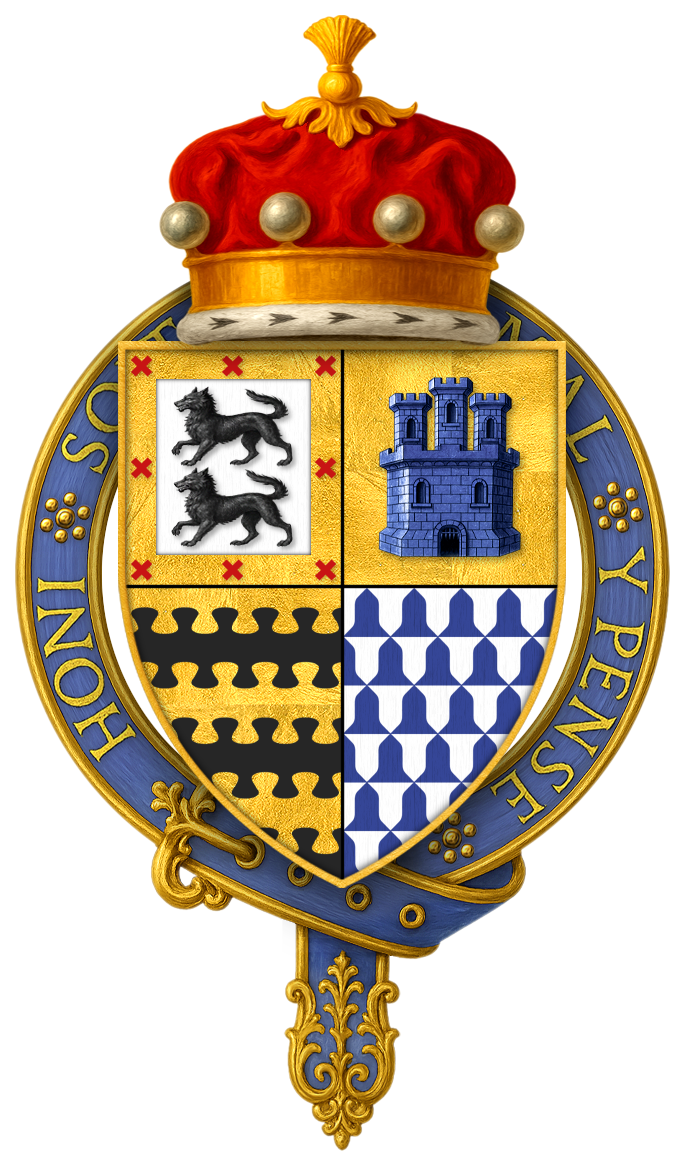
Escudo de armas de Sir William Blount, IV barón de Mountjoy

William Blount, IV barón de Mountjoy (c. 1478 - 8 de noviembre de 1534), KG, de Barton Blount, Derbyshire, fue un influyente cortesano inglés, respetado erudito humanista y mecenas del aprendizaje. Fue uno de los cortesanos nobles ingleses más influyentes y quizás el más rico de su tiempo. Mountjoy era conocido internacionalmente como escritor y erudito humanista y mecenas de las artes.

## Orígenes
William Blount nació alrededor de 1478 en Barton Blount, Derbyshire, el hijo mayor de John Blount, III barón de Mountjoy (c. 1450 - 1485) y su esposa Lora Berkeley (fallecida en 1501), hija de Edward Berkeley (fallecido en 1506) en Castillo de Beverston, Gloucestershire. Después de la muerte de su esposo en 1485, Lora Berkeley se casó primero con Sir Thomas Montgomery (fallecido en 1495) y luego con Thomas Butler, VII conde de Ormond (fallecido en 1515), abuelo de Tomás Bolena, I conde de Wiltshire, padre de la Reina Ana Bolena, segunda esposa del Rey Enrique VIII.

## Biografía
Blount fue discípulo de Erasmo, quien lo llamó inter nobiles doctissimus ("El más erudito entre los nobles"). Sus amigos incluían a John Colet, Thomas More y William Grocyn.
En 1497 comandó parte de una fuerza enviada para luchar y sofocar la rebelión de Perkin Warbeck. Mountjoy fue nombrado y sirvió como tutor de infancia del Rey Enrique VIII. En 1509 fue nombrado Maestro de la Casa de la Moneda. En 1513 fue nombrado Gobernador de Tournai (1513-1519), y sus cartas al Cardenal Wolsey y al Rey Enrique VIII describiendo su vigoroso gobierno de la ciudad se conservan en la Biblioteca Británica.
En 1520 estuvo presente con Enrique VIII en el Campo del Paño de Oro, y en 1522 en el encuentro del rey con Carlos I de España y V del Sacro Imperio Romano Germánico. Habiendo servido desde 1512 como Mayordomo de la Reina Catalina de Aragón, le correspondió en ese cargo anunciarle la intención de Enrique VIII de divorciarse de ella. También firmó la carta al Papa transmitiendo la amenaza del rey de repudiar la supremacía papal a menos que se le concediera el divorcio. Mountjoy fue uno de los cortesanos nobles ingleses más influyentes y quizás el más rico de su tiempo. Sir William Blount, 4º Barón Mountjoy, falleció el 8 de noviembre de 1534 en Sutton-on-the-Hill, Derbyshire, Inglaterra. Mountjoy nunca cayó en desgracia, ni estuvo fuera del favor real. Su hijo Charles Blount, V barón de Mountjoy (1516-1544), también fue un mecenas del aprendizaje.

## Familia
Mountjoy se casó cuatro veces:
- En primer lugar, alrededor de la Pascua de 1497, con Elizabeth Saye (fallecida antes de 1506), [1]hija y coheredera de Sir William Saye de Essenden, Hertfordshire, con quien tuvo una hija:
  - Gertrude Courtenay, marquesa de Exeter, quien luego fue dama de compañía de la María I de Inglaterra (1553-1558), y que el 25 de octubre de 1519 se casó con Henry Courtenay, I marqués de Exeter (c. 1498 - 1538), KG, PC, hijo mayor de William Courtenay, I conde de Devon, y su esposa Catalina de York, hija del rey Eduardo IV.
- En segundo lugar, antes de finales de julio de 1509, Mountjoy se casó con Inés de Venegas,[3] una de las criadas o damas de compañía españolas de Catalina de Aragón cuando era Princesa de Gales.
- En tercer lugar, antes de febrero de 1515, Mountjoy se casó con Alice Keble (fallecida el 8 de junio de 1521), hija de Henry Keble, alcalde de Londres en 1510 y viuda de Sir William Browne (fallecido en 1514), alcalde de Londres en 1513. Ella murió en 1521 y fue enterrada en los Frailes Grises, Londres.[4][5] Con Alice, tuvo hijos de la siguiente manera:
  - Charles Blount, 5º Barón Mountjoy (28 de junio de 1516 - 10 de octubre de 1544), hijo mayor y heredero, al igual que su padre, también un exitoso cortesano inglés y mecenas del aprendizaje.
  - Catherine Blount (c. 1518 - 25 de febrero de 1559), quien se casó primero con Sir John Champernowne de Modbury, Devon, y luego con Sir Maurice Berkeley (fallecido en 1581) de Bruton, Somerset.
- En cuarto lugar, antes del 29 de julio de 1523, Mountjoy se casó con Dorothy Grey (hija de Thomas Grey, 1er Marqués de Dorset, y su esposa, Cecily Bonville) y viuda de Robert Willoughby, 2º Barón Willoughby de Broke. Dorothy Grey era hermana de Thomas Grey, 2º Marqués de Dorset (1477-1530), abuelo de Lady Jane Grey (1536/1537-1554). Dorothy, Lady Mountjoy, dejó un testamento probado el 17 de noviembre de 1553. Con Dorothy, Blount tuvo los siguientes hijos,[6] todos primos segundos [7]de Lady Jane Grey:
  - John Blount
  - Mary Blount, quien se casó (como su primera esposa) con Sir Robert Dennis, Knt. (fallecido en 1592) de Holcombe Burnell en Devon.[8]
  - Dorothy Blount, quien se casó con John Blewett, Esq. (fallecido en 1585) de Holcombe Rogus en Devon.[9]